# Ndurance
Ndurance – кабелеукладальне/каменеукладальне судно, споруджене в 2013 році для Smit International (входить у нідерландську групу Royal Boskalis Westminster).

## Характеристики
Замовлення на судно виконали у 2013 році компанії Samsung C&T corporation (Південна Корея) та Shanghai Zhenhua Heavy Industries (Китай). Воно може працювати як над офшорними лініями електропередач, так і провадити каменеукладальні роботи, проте це потребує попереднього переобладнання. 
Ndurance обладнане котушкою для 5000 тон кабелю, а при виконанні завдань у прибережній зоні здатне лягати на ґрунт. Також судно може виконувати землесосні роботи на глибинах до 48 метрів. Кранове обладнання дозволяє піднімати вантаж вагою 25 тон на висоту 25 метрів.
Точність розташування Ndurance на місці робіт забезпечується системою динамічного позиціювання DP2.
На судні можливе проживання до 98 осіб.

## Завдання судна

### Прокладання ліній електропередачі
Станом на завершення будівництва Ndurance було обладнане для прокладання кабелів. Першим таким завданням стали дві лінії довжиною по 4 км між індонезійськими островами Ява та Балі.
По прибутті до Європи судно взяло участь у цілому ряді вітроенергетичних проектів. Так, на ВЕС Балтік 2 (німецький сектор Балтійського моря на північ від острова Рюген) воно проклало два головні експортні кабелі довжиною по 57 км. Їх вивели не на суходіл, а до офшорної підстанції на ВЕС Балтік 1.
На початку червня 2014 року Ndurance завело на підстанцію ВЕС Вестермост-Раф (Північне море біля узбережжя Йоркширу) кінець головного експортного кабелю, прокладеного за кілька місяців до того іншим судном.
У другій половині 2014-го на нідерландській станції Енеко-Люхтердейнен судно провело роботи по головному експортному кабелю довжиною 25 км. Його завершення завели на берег за допомогою гусеничного апарату Trenchformer, котрий при цьому спорудив траншею глибиною 3 метри.
В 2016 році на ВЕС Зандбанк (німецький сектор Північного моря) Ndurance виконало роботи по прокладанню з’єднувальних кабелів до 76 вітрових турбін (однотипне судно Ndeavor забезпечувало при цьому засипку траншей).
2017-го на британській ВЕС Галлопер (Північне море біля узбережжя Саффолку) Ndurance проклало два головні експортні кабелі довжиною по 45 км, при цьому йому знову допомагало Ndeavor (облаштування бетонних переходів через інші комунікації, засипка траншеї).
У серпні-вересні того ж року судно проклало з'єднувальні та експортний кабелі загальною довжиною 11 км на британській експериментальній ВЕС Blyth Offshore Demonstrator Project (Північне море біля узбережжя Нортумберленду).
В січні-лютому 2018-го Ndurance здійснило прокладання двох експортних кабелів довжиною по 6,5 км для британської ВЕС Абердін, розташованої в Північному морі поблизу Шотландії.

### Ремонт ліній електропередачі
Влітку 2014-го судно провело ремонт головного експортного кабелю на ВЕС Гвінт-і-Мор (Ірландське море біля узбережжя Уельсу). Через рік воно повернулось сюди ж для ще одних подібних робіт.
У лютому 2015-го Ndurance відремонтувало лінію електропередачі між островами Джерсі та Гернсі (британське володіння у протоці Ла-Манш).